# روابط آلمان و روسیه

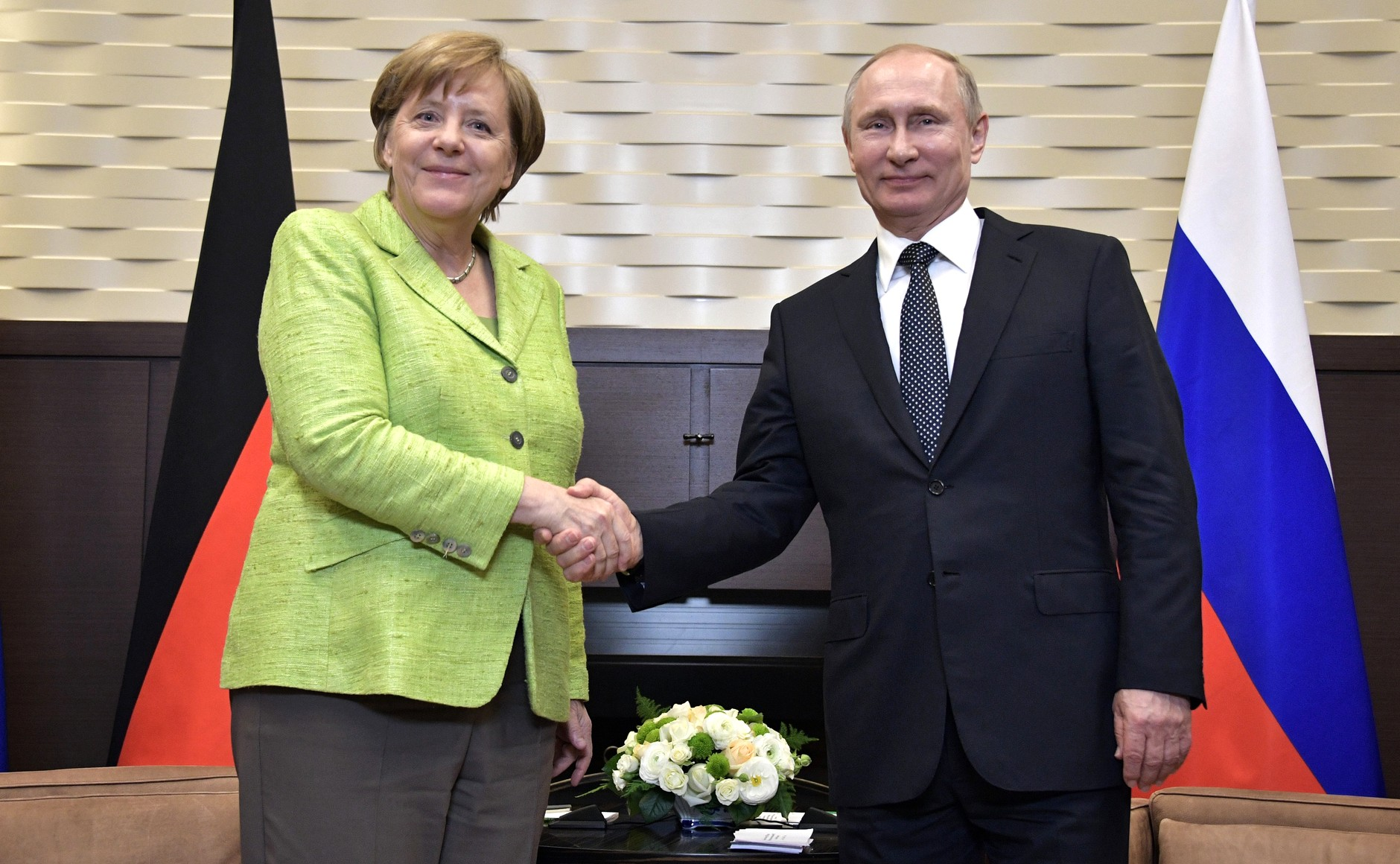
رئیس‌جمهور روسیه ولادیمیر پوتین و صدراعظم آلمان آنگلا مرکل در سوچی، روسیه، ۲ می ۲۰۱۷.

روابط آلمان و روسیه الگوهای دوره ای نشان دهنده دوره‌هایی از همکاری و اتحاد به سوی فشار و جنگ کامل است.
طبق گفته‌های مورخ جان ویلر-بنت روابط روسیه و آلمان از ۱۷۴۰ شروع و تاکنون ادامه دارد:
روابط بین روسیه و آلمان … مجموعه ای از بیگانگی‌ها بوده‌است که به وجود دلیل تلخی و روابط دو کشور بسیار پیچیده بوده و از همین جهت گرمای زیاد و قابل توجه ندارد. یک عامل اساسی در این رابطه وجود لهستان مستقل بوده‌است … هنگامی که لهستان میان دو کشور تقسیم شد، دو قدرت بزرگ اروپای شرقی با یکدیگر متحدانه رفتار کردند، اما وجود مرزهای مشترک باعث ایجاد خصومتی جدی شد.
روسیه در زمان جنگ‌های ناپلئونی در آزادسازی آلمان در میان سال‌های ۱۸۱۵–۱۸۱۲ کمک کرد و از این رو روابط دو کشور به‌طور کلی به مدت یک قرن دوستانه بود، به ویژه در زمان اتو فون بیسمارک که مجمع سه امپراتور در سال ۱۸۷۳ با روسیه، آلمان و اتریش-مجارستان متحد بودند. اما پس از برکناری بیسمارک در سال ۱۸۹۰، جانشینان وی تصمیم گرفتند از اتریش در برابر روسیه برای رقابت نفوذ در بالکان حمایت کنند.
امپراتوری آلمان در جنگ جهانی اول در میان سال‌های (۱۹۱۴–۱۹۱۸) علیه روسیه جنگید.
روابط دو کشور در دهه ۱۹۲۰ گرم بود ولی در دهه ۱۹۳۰ بسیار سرد، در میان سالهای ۱۹۳۹–۴۱ دوستانه بود، اما در سالهای ۱۹۴۱–۱۹۴۵ به جنگی مرگبار تبدیل شد. در دهه ۱۹۲۰ هر دو کشور در امور تجاری و (مخفیانه) در امور نظامی با یکدیگر همکاری داشتند. در دهه ۱۹۳۰ وقتی فاشیست‌های تحت حمایت برلین و کمونیست‌های مورد حمایت مسکو با یکدیگر در سراسر جهان جنگیدند، خصومت‌ها بیشتر شد. در یک گردش سیاسی خیره کننده در اوت ۱۹۳۹، پیمان مولوتوف–ریبنتروپ میان دو کشور امضا شد، و کشورهای مستقل اروپای شرقی را بین هم تقسیم کردند. اما این پیمان پس از عملیات بارباروسا در سال ۱۹۴۱ وقتی آلمان به اتحاد جماهیر شوروی سوسیالیستی حمله کرد فروپاشید. با این وجود شوروی جان سالم بدر برد و با بریتانیا و ایالات متحده آمریکا اتحادی بزرگ ایجاد کرد و آلمانها را به عقب راند، و درنبرد برلین موفق به سرنگونی دولت رایش آلمان نازی شد.
در طی جنگ سرد میان سال‌های ۱۹۴۷–۱۹۹۱، بخش شرقی آلمان تقسیم شده، آلمان شرقی تحت کنترل کمونیست‌ها و تحت نظارت مستقیم مسکو بود، و یک نیروی نظامی بزرگ و نیرومند را در آنجا مستقر کرده بود و به این شیوه خیزش ۱۹۵۳ آلمان شرقی را سرکوب کرد.
از زمان پایان جنگ سرد و اتحاد دوباره آلمان، در ۱۹۸۹–۹۱، آلمان و روسیه «مشارکت استراتژیک» ایجاد کرده‌اند که در آن انرژی بدون شک یکی از مهمترین عوامل است.
آلمان و روسیه از نظر انرژی به یکدیگر وابسته هستند، یعنی نیاز آلمان به انرژی روسیه و روسیه به سرمایه‌گذاری سنگین آلمان برای توسعه زیرساخت‌های انرژی خود نیازمند هستند.
روابط دو کشور در سال ۲۰۱۴ پس از واکنش به اشغال کریمه توسط روسیه، از اوکراین حمایت کرد و حمایت از شورشیان در اوکراین باعث بسیار تیرگی روابط شد. آلمان در اعمال فشار در دوری از تحریم‌های شدیدتر اتحادیه اروپا علیه صنایع نفت و بانکداری روسیه مشارکت داشت. در مقابل روسیه با کاهش واردات مواد غذایی از اتحادیه اروپا به این اقدام واکنش داد.

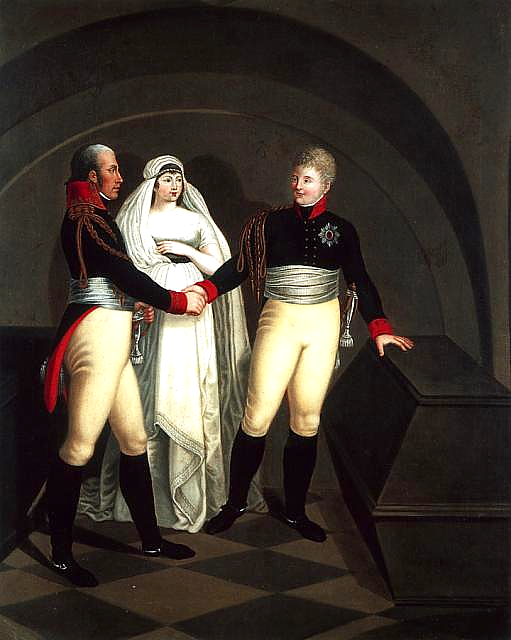
امپراتور روسیه و پادشاه پروس سال ۱۸۰۵

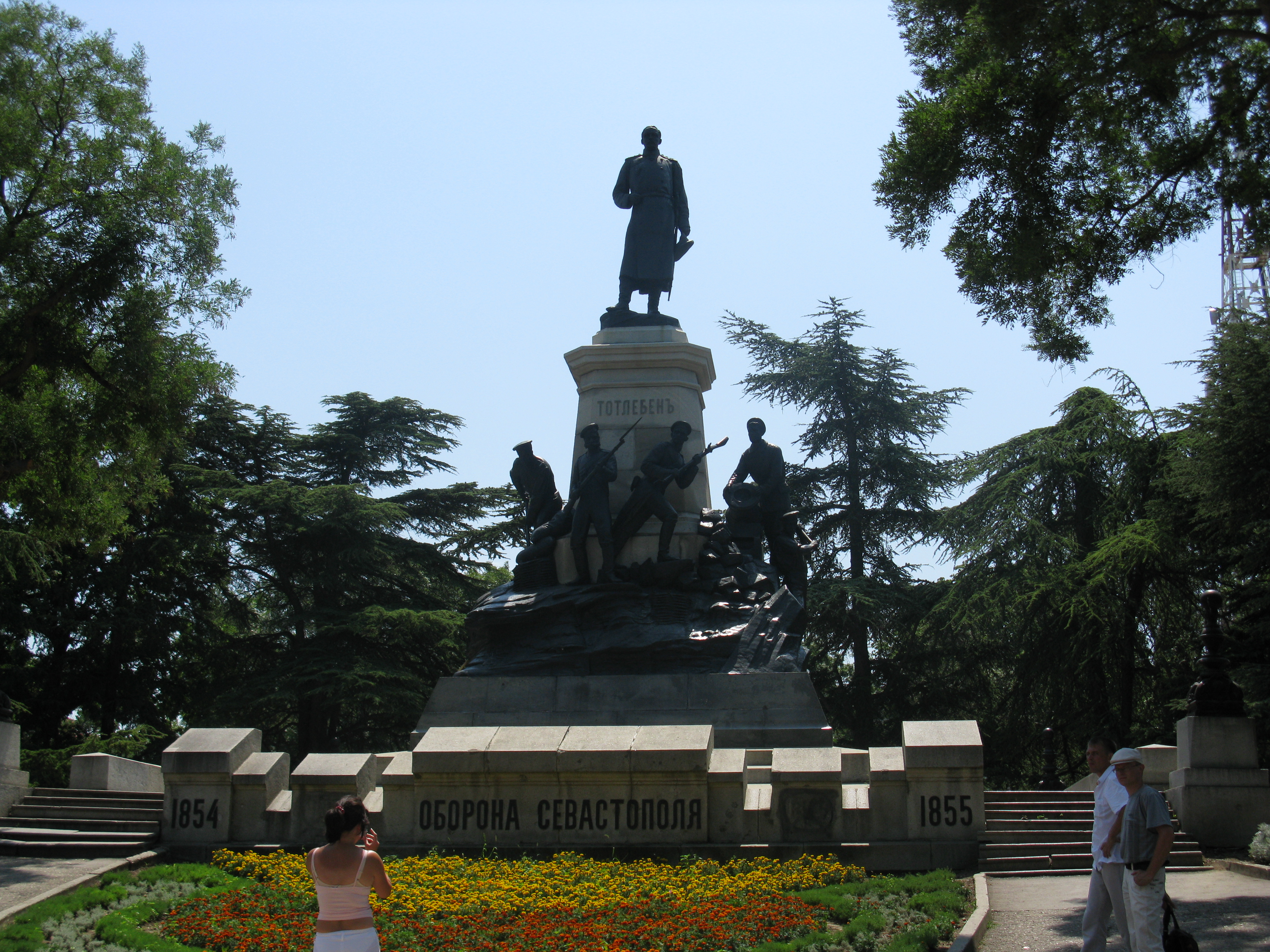
تندیس نظامی آلمانی در کریمه

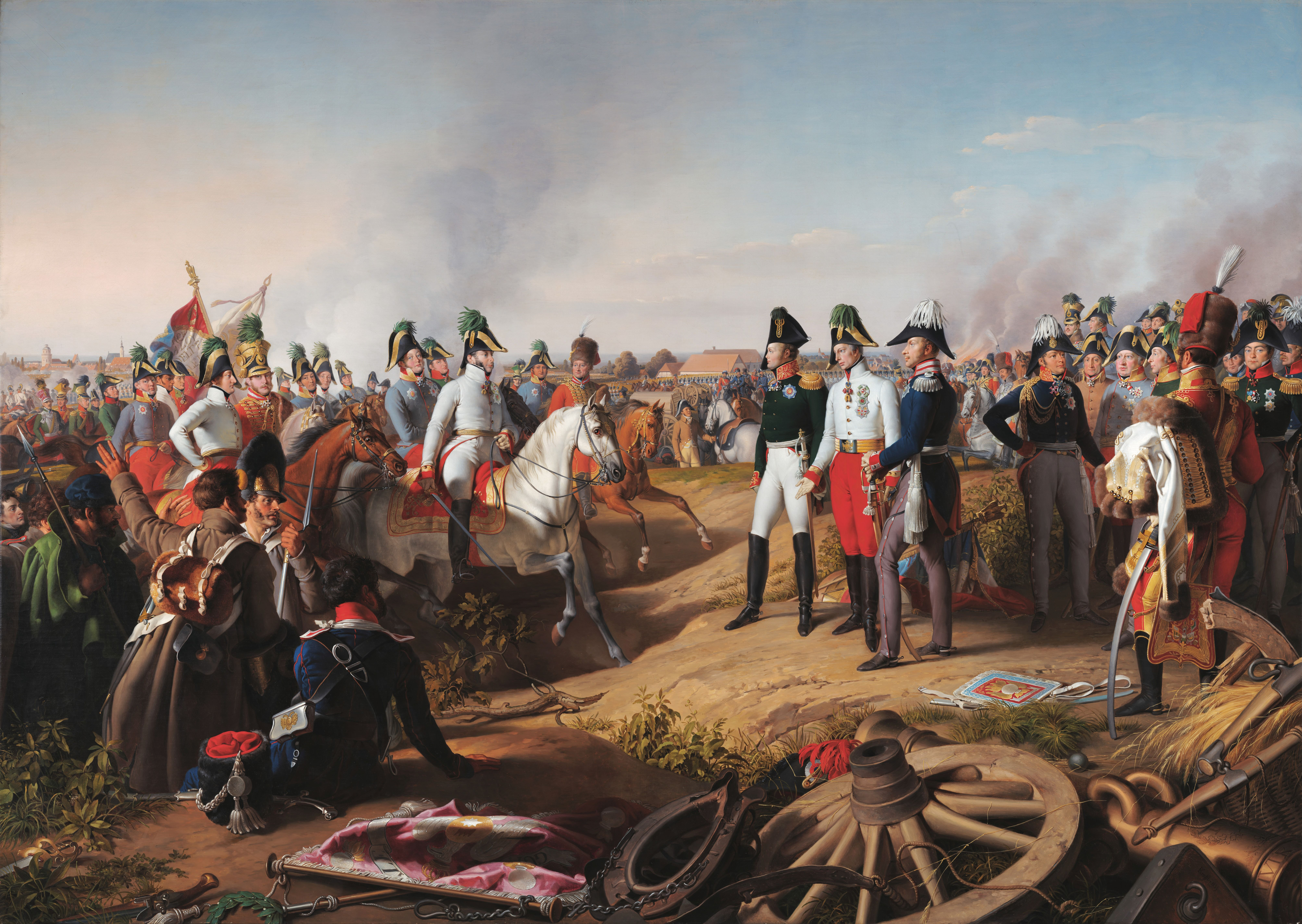
امپراتور روسیه، پادشاه پروس و امپراتور اتریش در سال ۱۸۱۳

### دوره بین جنگ
| جمهوری وایمار از ۱۹۱۸ تا ۱۹۳۳) آلمان نازی از ۱۹۳۳ تا ۱۹۴۵) | جمهوری فدراتیو سوسیالیستی روسیه شوروی (از۱۹۱۷ تا ۱۹۲۲) اتحاد جماهیر شوروی سوسیالیستی (۱۹۲۲–۱۹۹۱) |
| ---------------------------------------------------------- | ------------------------------------------------------------------------------------------------ |

## بیشتر خواندن
- Berkhoff, Karel C. Harvest of Despair: Life and Death in Ukraine under Nazi Rule (Belknap, 2004)
- Beyrau, Dietrich, and Mark Keck-Szajbel. "Mortal Embrace: Germans and (Soviet) Russians in the First Half of the 20th Century," Kritika: Explorations in Russian and Eurasian History, Volume 10, Number 3, Summer 2009 pp. 423–439 doi:10.1353/kri.0.0113
- Burleigh, Michael. Germany turns eastwards: a study of Ostforschung in the Third Reich (1988)
- David-Fox, Michael, Peter Holquist, and Alexander M. Martin, eds. Fascination and Enmity: Russia and Germany as Entangled Histories, 1914-1945 (U. of Pittsburgh Press; 2012) 392 pages; considers the perceptions and misperceptions on both sides
- Dulian, A. "The Molotov-Ribbentrop Pact: Historical Background," International Affairs: A Russian Journal of World Politics, Diplomacy & International Relations, 2009, Vol. 55 Issue 6, pp 181–187
- Dyck, Harvey L. Weimar Germany and Soviet Russia, 1926-1933 (1984)
- Geyer, Michael, and Sheila Fitzpatrick, eds. Beyond Totalitarianism: Stalinism and Nazism Compared (Cambridge University Press, 2009).
- Haslam, Jonathan. "Soviet-German Relations and the Origins of the Second World War: The Jury is Still Out," Journal of Modern History, 79 (1997), pp. 785–97 in JSTOR
- Jelavich, Barbara. St. Petersburg and Moscow: tsarist and Soviet foreign policy, 1814-1974 (1974).
- Kuklick, Bruce American Policy and the Division of Germany: The Clash with Russia over Reparations (Cornell U. Press, 1972)
- Laqueur, Walter. Russia and Germany (1965), covers what Russians and Germans thought of each other, 1860–1960.
- Leach, Barry A. German Strategy Against Russia, 1939-41 (Oxford: Clarendon Press, 1973)
- Lieven, Dominic. Russia against Napoleon: the battle for Europe, 1807 to 1814 (2009)
- Liulevicius, Vejas Gabriel. War on the Eastern Front: Culture, National Identity, and German Occupation in World War I (Cambridge University Press, 2000)
- Liulevicius, Vejas Gabriel. The German myth of the East: 1800 to the present (Oxford University Press, 2010)
- Naimark, Norman M. The Russians in Germany: A History of the Soviet Zone of Occupation, 1945-1949 (1997)
- Overy, Richard. The Dictators: Hitler's Germany and Stalin's Russia (2005)
- Roberts, Geoffrey. The Soviet Union and the Origins of the Second World War: Russo-German Relations and the Road to War, 1933-41 (1995)
- Salzmann, Stephanie. Great Britain, Germany and the Soviet Union: Rapallo and after, 1922-1934 (2002)
- Schroeder, Paul W. The transformation of European politics, 1763-1848 (1994) detailed diplomatic history covering Prusia and Russia (and the other major powers)
- Shkandrij, Myroslav (2001). Russia and Ukraine: Literature and the Discourse of Empire from Napoleonic to Postcolonial Times. McGill-Queen's Press - MQUP.
- Stent, Angela. Russia and Germany Reborn (2000) on 1990s
- Taylor, A.J.P. The Struggle for Master in Europe: 1848-1918 (1954), a broad overview of the diplomacy of all the major powers
- Uldricks, Teddy J. "War, Politics and Memory: Russian Historians Reevaluate the Origins of World War II," History and Memory 21#2 (2009), pp. 60–2 online; historiography
- Watt, Donald Cameron. How War Came: The Immediate Origins of the Second World War; 1938-1939 (1989), pp. 361–84, 447–61.
- Weinberg, Gerhard L. Germany and the Soviet Union 1939-1941 (1972)
- Williamson, Jr. , Samuel R. and Ernest R. May. "An Identity of Opinion: Historians and July 1914," Journal of Modern History, June 2007, Vol. 79 Issue 2, pp 335–387 in JSTOR
- Yoder, Jennifer A. "From Amity to Enmity: German-Russian Relations in the Post Cold War Period." German Politics & Society 33#3 (2015): 49–69.